# Pseudobankesia leleupiella
Pseudobankesia leleupiella is een vlinder uit de familie zakjesdragers (Psychidae). De wetenschappelijke naam van deze soort is voor het eerst geldig gepubliceerd in 1997 door Henderickx.
De soort komt voor in Europa.